# ITAR-TASS
Itar-Tass (russisk Информационноe телеграфное агентство России, Inormatsionnoje telegrafnoje agentstvo Rossii), Information telegrafi agentur Rusland er et vigtigt russisk nyhedsbureau med hovedkontor i Moskva.

## Historie
Itar-Tass har sin oprindelse i et brev sendt den 26. marts 1904 fra den russiske finansminister Vladimir Kokovtsov til udenrigsministeren hvori han beskriver en stigende behov for at udveksle information via telegraf med udlandet. I juli 1904 blev der holdt et møde for at grundlægge et officielt telegrafservice, Sankt Petersborg telegraf agentur (SPTA), som havde til formål at distribuere politisk, finansielt, handels og andet information indenfor landet og med omverdenen. Fra den 1. september 1904 begyndte SPTA at fungere som officielt russisk nyhedsbureau.
I forbindelse med at Sankt Petersborg blev omdømt til Petrograd den 19. august 1914 blev også SPTA omdøbt til Petrograd telegraf agentur (PTA).
Bolsjevikkerne overtog bureauet den 7. november 1917, hvorefter de den 1. december gjorde det til den Russiske sovjetrepubliks officielle regerings informations agentur. Den 7. september 1918 blev PTA sammenlagt med et andet pressebureau og navngivet Rosta. Den 25. juli 1925 dekreterede den højeste sovjet at agenturet fra da af skulle gå under navnet Telegraf agentur Sovjetiske Union, Tass (russisk: Телеграфное агентство Советского Союза, Telegrafnoje agentstvo Sovetskogo Soyuza).
Efter Sovjetunionens opløsning i 1992 skiftede Tass navn til Information Telegraf Agentur Rusland – men grundet det lange historie under navnet Tass, blev der holdt fast i dette, blot tilføjet Itar: Itar-Tass – men oftest foretrækkes blot Tass – Telegrafnoje agentstvo svazi i soobsjtjenija (Телеграфное агентство связи и сообщения), Telegraf agentur af kommunikation och anmælning.
Bureauet er stadig statsfinansieret, og producere ifølge egne tal omkring 700 avissider om dagen – hvad der ligger lige under det sovjetiske toppunkt. Itar-Tass har 74 lokale kontorer spred ud over Rusland og SNG-landene, og 65 kontorer i 62 udenlandske lande.